# Lodenstampfe Innervillgraten

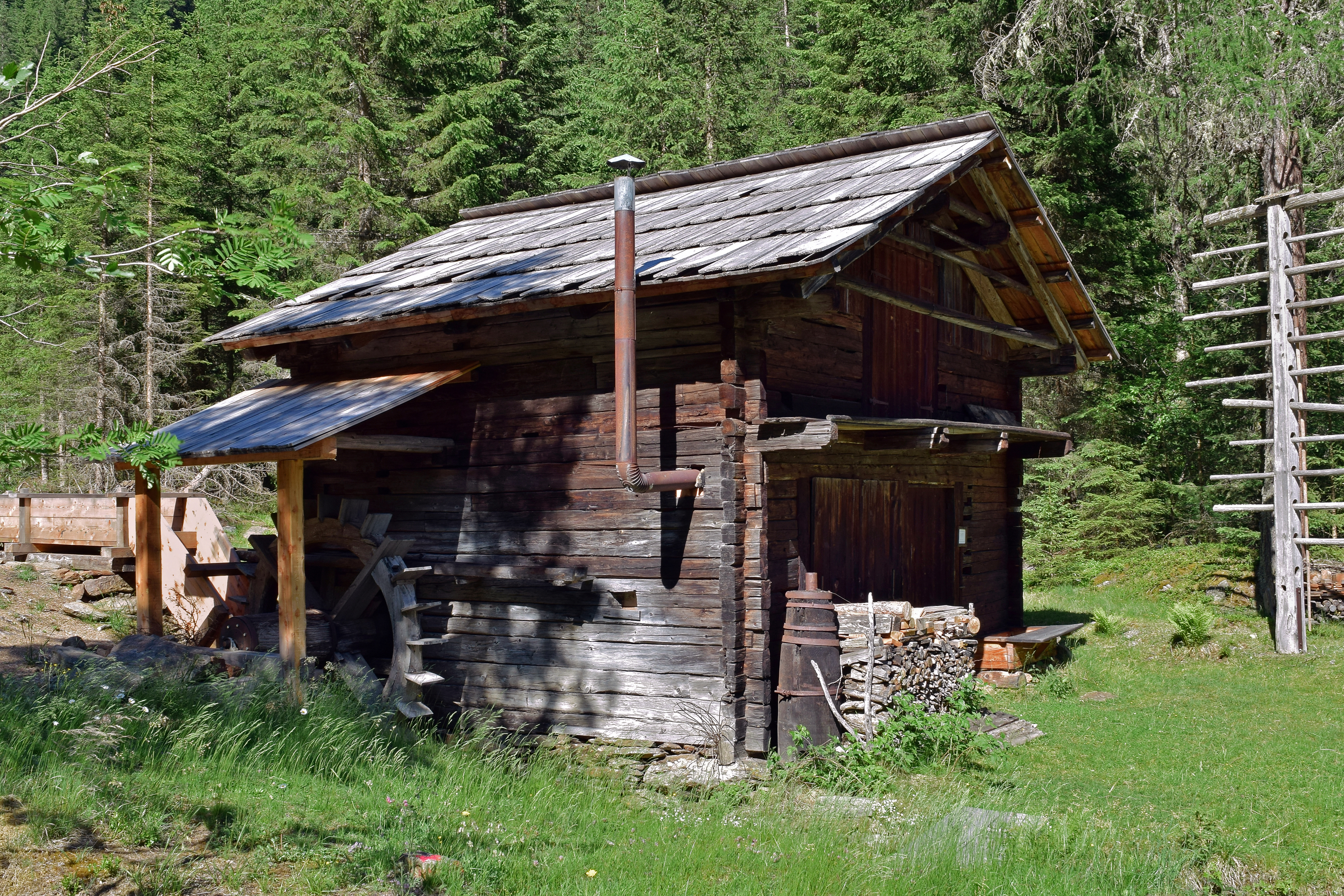
Ansicht von Südwesten (2019)

Die Lodenstampfe ist eine Stampfe im Gebiet Unterstalleralm in der Gemeinde Innervillgraten im Bezirk Lienz im Bundesland Tirol. Die einzige funktionstüchtig erhaltene Lodenstampfe des Bundeslandes steht unter Denkmalschutz (Listeneintrag). Sie wurde 1802 erbaut und ist Teil des seit 2021 entstehenden Freilichtmuseums Wegelate Säge.

## Geschichte
Die Stampfe für Loden und Gerste ist seit 1802 urkundlich nachweisbar. Das ursprünglich zweigeschoßige Gebäude hatte im Obergeschoß eine kleine Wohnung mit Küche und Stube. Ein Lawinenabgang verursachte 1951 größere Schäden. Das teilzerstörte Bauwerk wurde 1951, verkleinert um die Gerstenstampfe und den Wohnteil, wieder aufgebaut.

## Beschreibung

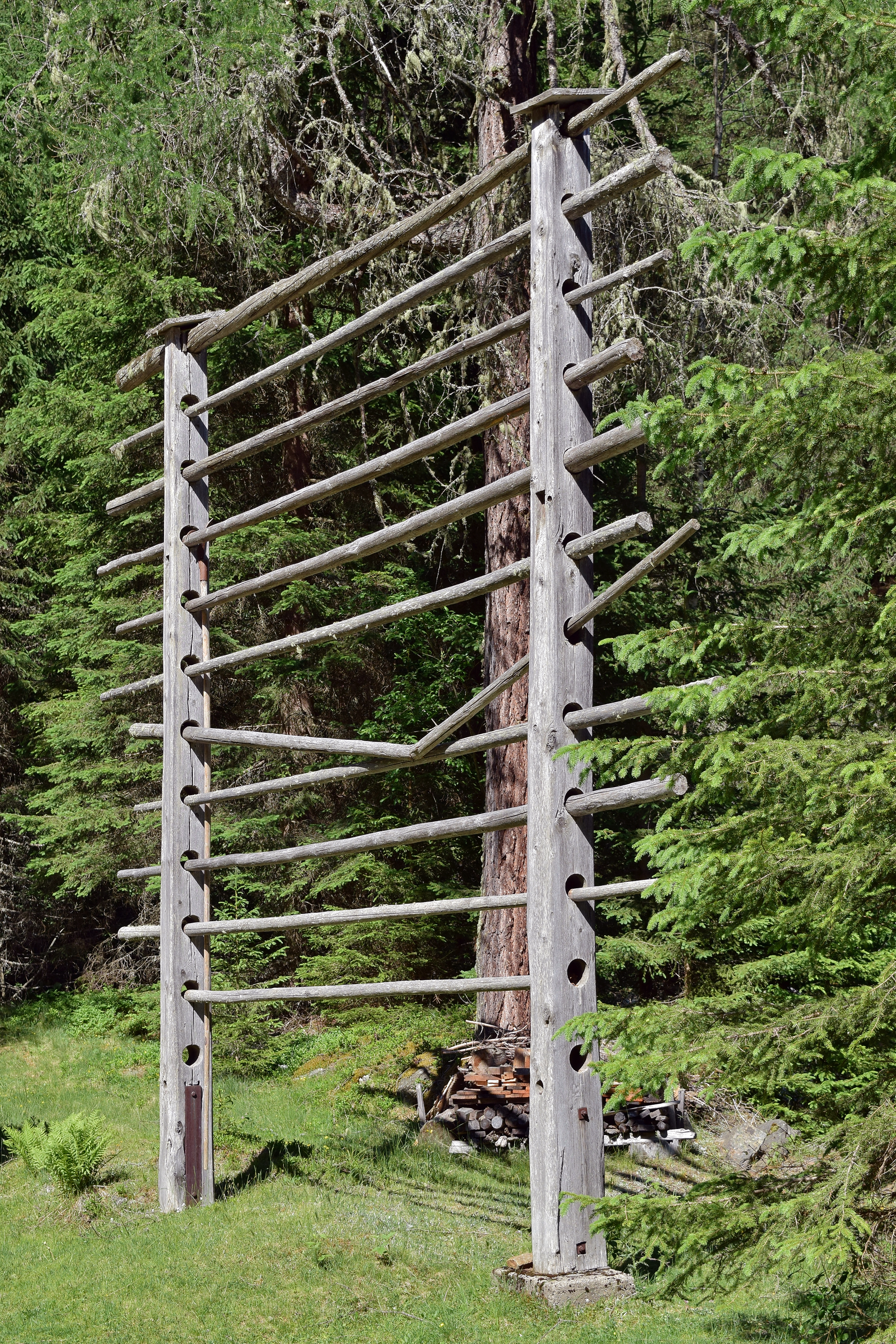
Lodenharpfe

Die Lodenstampfe ist ein Kantholzblockbau mit einem brettergedeckten Pfettendach. Die Holzbalken stammen zum großen Teil aus dem alten Gebäude. An der Westseite ist das unterschlächtige Schaufelrad angebracht. Es treibt im Innern das Pochwerk mit vier schräggestellten Schießern an. Das Walkloden wurde in einem gehackten Trog gewalkt. Für das benötigte warme Wasser ist ein gemauerter Herd mit Kupferkessel angelegt. Ein Holzkastengerinne führt Wasser vom Arntalbach zur Stampfe.
Auf der einteiligen Lodenharpfe neben dem Gebäude konnten die Stoffbahnen getrocknet werden. Sie ist sieben Meter hoch und wurde 1985/1989 erneuert. Die Harpfe wird unter der Nummer 82976 im Tiroler Kunstkataster angeführt.